# Катод
Като́д (грец. χάθοδος (рос. катод, англ. cathode, лат. Kathode f, нім. Katode f) — повернення, хід вниз) — електрод деякого приладу, приєднаний до від'ємного полюса джерела струму.
В електрохімії катод — електрод, до якого в електроліті напрямлений струм (рух додатних частинок). Може мати від'ємну полярність при роботі електрохімічної комірки як споживача енергії: наприклад, при електролітичному рафінуванні металів (міді, нікелю тощо), при електролітичному розкладанні розплавів або розчинів солей, або додатну — при роботі як джерела енергії (гальванічний елемент). У випадку акумулятора можуть виникнути непорозуміння, оскільки під час заряджання катодом за таким означенням є від'ємний електрод, а при розряджанні (через змінення напряму струму в електроліті) — додатний (інший).

## Катод в електрохімії і кольоровій металургії

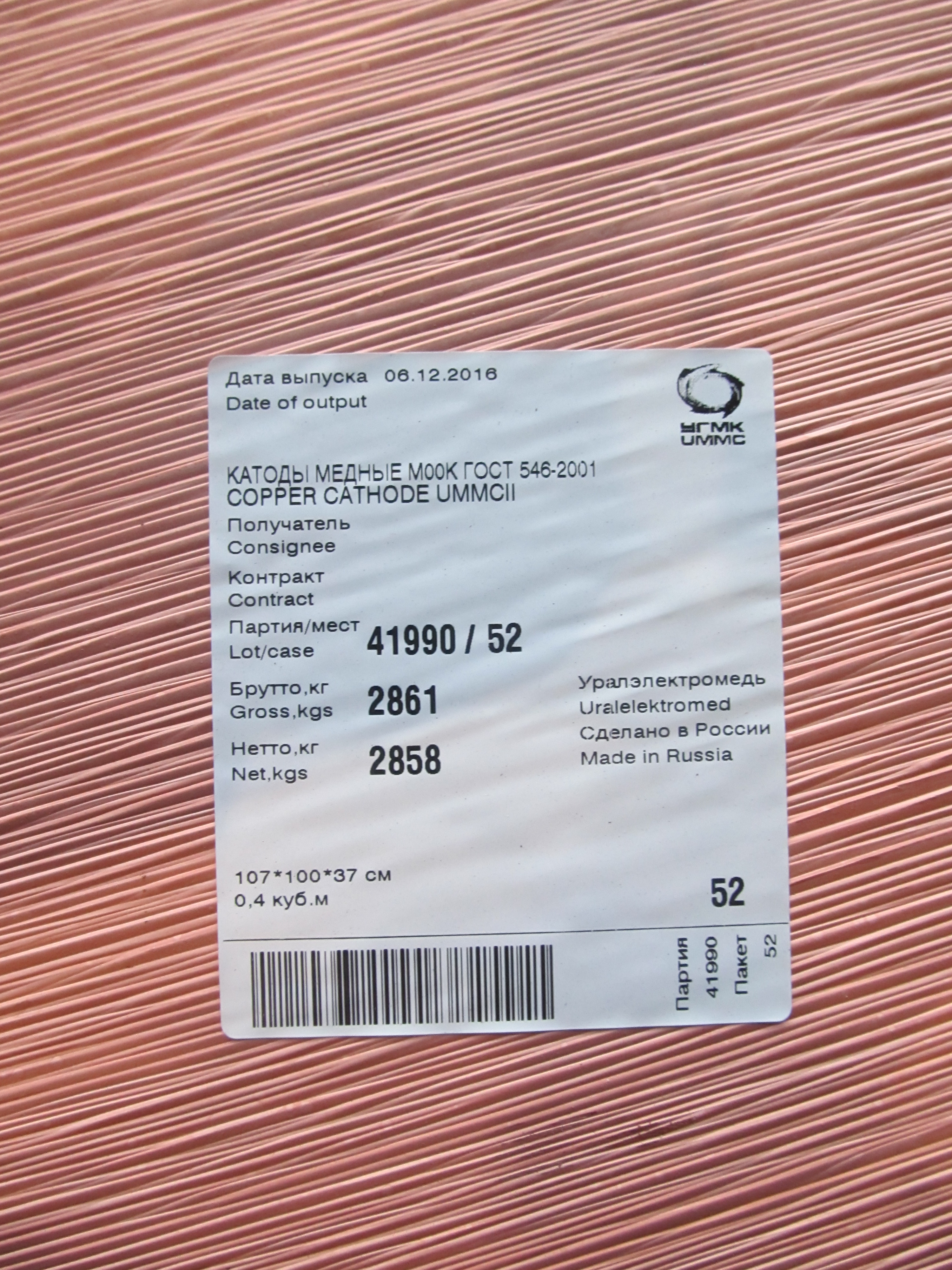
Катодна мідь виробництва комбінату «Уралелектромідь»

В електрохімії катод — електрод, на якому відбуваються реакції відновлення. Наприклад, під час електролітичного рафінування металів (міді, нікелю тощо) на катоді осідає очищений метал. Одержуваний метал також називають катодом (катод мідний, катод нікелевий, катод цинковий тощо) і використовують для подальшого виготовлення металевої продукції (дроту, фольги, порошку, виробів тощо). Для здирання готового катода з постійної катодної основи використовують катодоздиральні машини.

## Катод у вакуумних електронних приладах
У вакуумних електронних приладах катод — електрод, який є джерелом вільних електронів, зазвичай внаслідок термоелектронної емісії. В електронно-променевих приладах катод входить до складу електронної гармати. Для полегшення електронної емісії його, як правило, виготовляють із нанесенням металів з малою роботою виходу електрона і додатково підігрівають. Розрізняють катоди прямого розжарення, де нитка розжарення безпосередньо є джерелом електронів, і непрямого, де катод підігрівається через керамічний ізолятор.

## Катод у напівпровідникових приладах
Електрод напівпровідникового приладу (діода, тиристора), підключений до від'ємного полюса джерела струму, коли прилад відкритий (тобто має малий опір), називають катодом, підключений до додатного полюса — анодом.

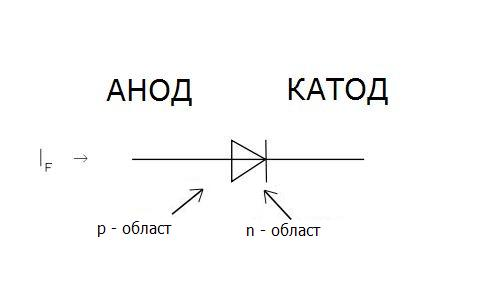
Напівпровідниковий прилад — діод

## Знак анода і катода
У літературі зустрічаються різні позначення знака катода — «−» або «+», що визначається, зокрема, особливостями описуваних процесів. У електрохімії прийнято вважати, що «−» катод — електрод, на якому відбувається процес відновлення, а «+» анод — той, де проходить процес окиснення. Під час роботи електролізера (наприклад, під час рафінування міді) зовнішнє джерело струму забезпечує на одному з електродів надлишок електронів (від'ємний заряд), тут відбувається відновлення металу, це катод. На іншому електроді забезпечується нестача електронів і окислення металу, це анод. Разом з тим, під час роботи гальванічного елемента (наприклад, мідно-цинкового), надлишок електронів (і від'ємний заряд) на одному з електродів забезпечується не зовнішнім джерелом струму, а власне реакцією окиснення металу (розчинення цинку), тобто в гальванічному елементі від'ємним, якщо дотримуватися наведеного визначення, буде анод. Електрони, проходячи через зовнішнє коло, витрачаються на проходження реакції відновлення (міді), тобто катодом буде додатний електрод. Так, на ілюстрації знаком «+» позначено катод гальванічного елемента, на якому відбувається відновлення міді. Відповідно до такого тлумачення, для акумулятора знак анода і катода змінюється залежно від напрямку протікання струму..
В електротехніці за напрямок струму прийнято вважати напрямок руху додатних зарядів, тому у вакуумних і напівпровідникових приладах та електролізних комірках струм тече від додатного анода до від'ємного катода, а електрони, відповідно, навпаки, від катода до анода.